# Rheinniederung Kehl - Helmlingen
Rheinniederung Kehl - Helmlingen este o arie protejată (sit de importanță comunitară — SCI, arie de protecție specială avifaunistică — SPA) din Germania întinsă pe o suprafață de 2.133,79 ha, integral pe uscat.

## Localizare
Centrul sitului Rheinniederung Kehl - Helmlingen este situat la coordonatele 48°40′03″N 7°54′19″E / 48.6675°N 7.9053°E.

## Înființare
Situl Rheinniederung Kehl - Helmlingen a fost declarat arie de protecție specială avifaunistică în martie 2001 pentru a proteja 25 de specii de animale. Situl a fost protejat și ca sit de importanță comunitară în martie 2001.

## Biodiversitate
Situată în ecoregiunea continentală, aria protejată nu include niciun habitat protejat.
La baza desemnării sitului se află mai multe specii protejate de  păsări (25): fluierar de munte (Actitis hypoleucos), pescăruș albastru (Alcedo atthis), rață lingurar (Anas clypeata), rață fluierătoare (Anas penelope), Anas strepera strepera, Anser albifrons albifrons, gâscă de semănătură (Anser fabalis), rață-cu-cap-castaniu (Aythya ferina), rața moțată (Aythya fuligula), buhai de baltă (Botaurus stellaris stellaris), Bucephala clangula, ciocănitoarea de stejar (Dendrocopos medius), ciocănitoare neagră (Dryocopus martius), șoimul rândunelelor (Falco subbuteo), sfrâncioc roșiatic (Lanius collurio), pescăruș-cu-cap-negru (Larus melanocephalus), ferestraș mic (Mergus albellus), gaia neagră (Milvus migrans), viespar (Pernis apivorus), cormoran mare (Phalacrocorax carbo carbo), ciocănitoare verzuie (Picus canus), Rallus aquaticus aquaticus, chiră de baltă (Sterna hirundo), Tachybaptus ruficollis ruficollis, nagâț (Vanellus vanellus).